# Kamen Rider
Kamen Rider (jap. 仮面ライダーシリーズ Kamen Raidā Shirīzu) – seria mang i seriali telewizyjnych tokusatsu stworzona przez Shōtarō Ishinomoriego. Motywem przewodnim prawie wszystkich seriali z tej serii jest historia walczącego z potworami młodego wojownika–motocyklisty będącego cyborgiem (seria Shōwa) albo posiadającego pancerz bojowy (większość serii Heisei) wzorowany najczęściej na owadzie. Pierwszy serial o przygodach Kamen Ridera wyemitowano w latach 1971–1973. W ciągu roku popularność Kamen Ridera wzrosła i oryginalna seria zrodziła wiele telewizyjnych i kinowych kontynuacji.
W Polsce nie wyemitowano żadnego serialu z cyklu. Emisji doczekała się jedna z dwóch amerykańskich adaptacji sagi – Gwiezdny Rycerz.

## Historia

### SeriaShōwa
Wyprodukowany przez Tōru Hirayamę i zaprojektowany przez Shōtarō Ishinomoriego, twórcę Cyborg 009, pierwszy serial Kamen Rider miał swoją premierę 3 kwietnia 1971 roku. Początkowo serial planowany był jako adaptacja mangi Ishinomoriego Skull Man, jednak Ishinomori i Hirayama kierując się pomysłem 5-letniego syna rysownika, Jō Onodery, przeprojektowali głównego bohatera ubierając go w kostium konika polnego. Głównym bohaterem był grany przez aktora i kaskadera Hiroshiego Fujiokę młody motocyklista po procesie cyborgizacji – Takeshi Hongō. Podczas kręcenia odcinka 10 Fujioka spadł ze swojego motocykla podczas kręcenia sceny kaskaderskiej i złamał obie nogi. Spowodowało to konieczność wprowadzenia drugiego bohatera w miejsce postaci granej przez Fujiokę. W odcinku 14 pojawia się Hayato Ichimonji grany przez Takeshiego Sasakiego. Powrót Fujioki i granego przez niego Hongō w odcinku 53 zjednoczył dwóch aktorów i postacie. Serial zyskał popularność, dlatego też Ishinomori postanowił w 1973 roku nakręcić sequel: Kamen Rider V3, który okazał się sukcesem. Do 1975 roku powstały jeszcze 3 seriale, aż po zakończeniu Kamen Rider Stronger Ishinomori postanowił zająć się nowymi pomysłami, których owocem był Himitsu Sentai Goranger – pierwszy serial Super Sentai.
Po czteroletniej przerwie seria powróciła w październiku 1979 roku. Ishinomori stworzył kolejną serię którą nazwał tak samo, jak pierwszą, gdyż miała ona być początkowo remake’em oryginalnego Kamen Ridera i przedstawiać zupełnie inną, odświeżoną historię. Mimo to Kamen Rider z 1979 stał się w końcu następną kontynuacją oryginalnej serii. Ishinomori rok później stworzył Kamen Rider Super-1, po czym znowu zaniechał tworzenia serii. W nowych serialach rola Tōbeia Tachibany jako mentora została przejęta przez postać o podobnym charakterze: Genjirō Taniego. W 1984 roku Ishinomori wypuścił specjalny odcinek Kamen Ridera, w którym pojawił się dziesiąty z kolei wojownik – Kamen Rider ZX.
W 1987 roku miał swoją premierę Kamen Rider Black i był pierwszym serialem, w którym całkowicie nie wspomniane zostały relacje z żadnym z jego poprzedników. Serial ten odniósł ogromny sukces nie tylko w Japonii, ale też poza jej granicami. Bezpośrednią kontynuacją serialu był Kamen Rider Black RX, który został wykorzystany przez firmę Saban do produkcji amerykańskiej serii Gwiezdny Rycerz. W ostatnich odcinkach serialu Black RX pojawiło się dziesięciu poprzednich Riderów, którzy powrócili, aby pomóc RX'owi pokonać Imperium Crisis. Kamen Rider Black RX był ostatnim serialem wyprodukowanym w erze Shōwa, choć zakończył się już w erze Heisei oraz ostatnim wyprodukowanym za życia Ishinomoriego.
W latach 90. wyprodukowano 3 filmy fabularne, w których pojawili się nowi Riderzy – Shin, ZO i J. Pomimo że epoka Shōwa zakończyła się w 1989 roku, ze względu na styl fabuły oraz ogólny zarys i wygląd bohaterów filmy te są zaliczane do serii z tamtego okresu, nie zaś do serii Heisei. Podobna sytuacja dotyczy utytułowania Ishinomoriego jako autora wszystkich seriali Kamen Rider wyprodukowanych od 2000 roku, pomimo tego, że zmarł on dwa lata wcześniej.

### SeriaHeisei
Prawie 11 lat po wyemitowaniu ostatniego odcinka Kamen Rider Black RX i 2 lata po śmierci Ishinomoriego 30 stycznia 2000 roku na kanale TV Asahi zadebiutował serial Kamen Rider Kuuga. Był to pierwszy serial KR stworzony w epoce Heisei. Główny bohater znacznie różnił się od swych poprzedników, głównie wyglądem, uzbrojeniem i możliwością zmiany form wojownika (tak jak w Black RX). Doczekał się pseudokontynuacji zwanej Kamen Rider Agito. W części tej pierwszy raz pojawiają się więcej niż dwaj nowi Riderzy. Pozostałe serie (od Ryukiego do Kivy) nie są powiązane ani fabularnie, ani występującymi tam bohaterami. Mimo to, w Kamen Rider Decade pojawiają się Riderzy z poprzednich serii, jednak zwykle nie stricte jego poprzednicy (choć pojawiają się, lecz rzadko), ale ich nowsze wersje.
Od zakończenia emisji Decade'a w sierpniu 2009 roku i rozpoczęcia nowej serii- Kamen Rider W w następnym miesiącu fani liczą nowy okres zwany Nową Serią Heisei. Charakteryzuje się ona m.in. tym, że w serialach występuje zazwyczaj dwóch Riderów jak również tym, że podobnie jak w Sentai pojawiają się "filmy pojedynkowe" między aktualnym Riderem a jego poprzednikiem bądź poprzednikami (zachowany ciąg czasoprzestrzenny serii). Ponadto od 2010 roku z małą przerwą obowiązywała zasada wprowadzenia głównego Ridera następnej serii w filmie toczącym się pod akcję aktualnego serialu. W ten sposób zostali wprowadzeni Double, OOO, Fourze, Wizard oraz Gaim (ten ostatni wprowadzony został w przedostatnim odcinku serii Kamen Rider Wizard). Ponadto od 2012 roku powstaje seria filmów zwana Super Hero Taisen, w której pojawiają się zarówno Kamen Riderzy, jak i wojownicy z Super Sentai, Metalowi herosi oraz inni bohaterowie Toei.
W przeciwieństwie do poprzedniczki, koniec serii Heisei przebiegł zgodnie z japońską rachubą lat względem rządów poszczególnych cesarzy. Ostatnią częścią cyklu z tego okresu jest serial Kamen Rider Zi-O, liczony jako dwudziesty serial Heisei. Mimo iż końcem okresu Heisei jest 30 kwietnia 2019 r., końcem Serii Heisei był dzień emisji ostatniego odcinka Zi-O – 25 sierpnia 2019 – który miał miejsce już w nowej epoce – Reiwa. Podobnie jak w przypadku Black RX, zmiana epoki, w której emitowany był Zi-O nie wpływa na jego przynależność do Serii Heisei, a pierwszym serialem Reiwa stał się dopiero jego następca – Zero-One. Ogólnie, w ramach serii Heisei wyprodukowano łącznie 20 seriali kanonicznych, kilka spin-offów oraz jeden pełnoprawny serial niekanoniczny.

### SeriaReiwa
Seria Reiwa rozpoczęła się z końcem emisji serialu Kamen Rider Zi-O i premierą jego następcy – Kamen Rider Zero-One – która miała miejsce 1 września 2019.

## Seriale

### SeriaShōwa
- Kamen Rider – oryginalny serial, emitowany w latach 1971–1973, liczył 98 odcinków. Głównymi bohaterami są Takeshi Hongō (Kamen Rider 1) i Hayato Ichimonji (Kamen Rider 2), na których organizacja Szoker dokonała cyborgizacji we wszechpotężnych żołnierzy. Obydwaj przybierają miano Kamen Riderów i decydują się na walkę z Szokerem, a pomoc otrzymują od Tōbeia Tachibany i Kazui Takiego.
- Kamen Rider V3 – emitowany w latach 1973–1974, liczył 52 odcinki. Kontynuacja pierwszej części. Głównym bohaterem jest Shirō Kazami, który zamierza pomścić swą rodzinę zabitą przez członków organizacji Destron. Wkrótce sam zostaje przez nich zabity, a Hongō i Hayato przemieniają go w nowego Kamen Ridera Wersja 3 (V3). W późniejszych odcinkach pojawia się Jōji Yūki – wojownik Destronu zwany Ridermanem, który z czasem przyłącza się do V3.
- Kamen Rider X – emitowany w roku 1974, liczył 35 odcinków. Opowiada nieco inną historię niż V3. Głównym bohaterem jest Keisuke Jin, którego ojciec – doktor Keitarō Jin został uprowadzony przez złą organizację GOD. Naukowiec miał stworzyć im armię cyborgów do podbicia świata. Podczas ucieczki Keisuke został zabity, a konający ojciec ożywił go przemieniając w cyborga – Kamen Ridera X.
- Kamen Rider Amazon – emitowany w latach 1974–1975. Najkrótszy serial Kamen Rider – liczył tylko 24 odcinki. Główną postacią jest Amazon (właściwie Daisuke Yamamoto), 20-letni Japończyk, który dorastał w wiosce Majów w Ameryce Południowej. Kiedy cała wioska zostaje wymordowana przez Geddon, szaman Bago nakłada na chłopaka bransoletę Gigi i przemienia go w mistycznego wojownika Amazona. Amazon wyrusza do Japonii, by powstrzymać Geddon, Dziesięciogłowego, a potem Imperium Garanda. Na dodatek musi znaleźć się w nowej rzeczywistości i nauczyć się japońskiego.
- Kamen Rider Stronger – emitowany w 1975 roku, liczył 39 odcinków. Według przewidywań Ishinomoriego, Stronger miał być ostatnim Kamen Riderem. Główny bohater to Shigeru Jou, który w zemście za kolegę staje się cyborgiem zoperowanym przez organizację Black Satan. Znając plany organizacji, Shigeru postanowił walczyć z Black Satan jako Kamen Rider Stronger. Towarzyszy mu kobieta zwana Tackle. W międzyczasie Stronger pokonuje Black Satan, a jego nowym oponentem staje się Armia Delza. Stronger to pierwszy Rider, który miał drugą formę i ostatni, którego mentorem jest Tōbei Tachibana.
- Nowy Kamen Rider – emitowany w latach 1979–1980, liczył 54 odcinki. Według Ishinomoriego, ta część KR bazowała się na oryginalnej z 1971, nosząc praktycznie tę samą nazwę. Nazywana była też Skyrider (od nazwy głównego bohatera) albo Nowy Kamen Rider. Głównym bohaterem jest Hiroshi Tsukuba, który został porwany przez organizację Nowy Szoker, aby wcześniej porwany doktor Keitarō Shidō przemienił go w cyborga do opanowania świata. Naukowiec przemienia Hiroshiego w Kamen Ridera. Po jakimś czasie doktor Shidō odchodzi, a nowym mentorem Hiroshiego staje się Genjirō Tani. Po spotkaniu swych 7 poprzedników, Kamen Rider zyskuje nowy strój, a Stronger wymyśla mu nową nazwę: Skyrider, z racji tego, że jest on pierwszym Riderem umiejącym latać.
- Kamen Rider Super-1 – emitowany w latach 1980–1981, liczył 48 odcinków. Głównym bohaterem jest Kazuya Oki, który zgłasza się na zostanie królikiem doświadczalnym NASA w ich projekcie astronautów-cyborgów. Dostaje przydomek "Super-1". Baza NASA zostaje zaatakowana przez Królestwo Dogmy, którzy mordują wszystkich naukowców zostawiając Kazuyę, który ucieka do Japonii. Trafia pod opiekę Genjirō Taniego, który został jego mentorem. Super-1 musi pokonać Królestwo Dogmy, a potem Jin Dogmę.
- Narodziny 10 Ridera – specjalny odcinek Kamen Ridera, wyemitowany w 1984 roku. Głównym bohaterem jest Ryō Murasame, który został uprowadzony wraz z siostrą przez organizację terrorystyczną Badan. Siostra Ryō ginie, on zaś zostaje przemieniony w cyborga o nazwie Z-Cross. Kiedy odzyskuje pamięć, postanawia walczyć przeciw Badan. Myślał, że pozostali Riderzy działają przeciwko niemu, ale V3, Riderman i Super-1 przekonali Ryō, że stoją po jego stronie. Wraz z pozostałą dziewiątką, Z-Cross pokonuje Badan i staje się 10. Kamen Riderem.
- Kamen Rider Black – emitowany w latach 1987–1988, liczył 51 odcinków. Główną postacią jest 19-letni Kōtarō Minami, który wspólnie ze swoim przybranym bratem został bez własnej woli zmieniony w cyborga przez złą sektę Gorgom by walczyć przeciwko bratu o tytuł ich przywódcy. Mimo to chłopakowi udaje się zbiec, a po śmierci jego przybranego ojca postanawia walczyć z Gorgom jako Kamen Rider Black. Serial zyskał ogromną popularność zarówno w rodzimej Japonii, jak i za granicą.
- Kamen Rider Black RX – emitowany w latach 1988–1989, liczył 47 odcinków. Jest bezpośrednią kontynuacją Blacka. Po zwycięstwie nad Gorgom Kōtarō Minami wiedzie spokojne życie, jednak zostaje namierzony przez armię kosmitów zwaną Crisis, która chce podbić Ziemię. Odmawiając współpracy zostaje wyrzucony w przestrzeń kosmiczną, zaś energia słoneczna przemienia go w nową wersję Blacka zwaną Black RX. Jako RX Kōtarō decyduje się ponownie wziąć na swe barki odpowiedzialność za świat i pokonać Crisis.

### SeriaHeisei
- Kamen Rider Kuuga – emitowany w latach 2000–2001, liczył 49 odcinków. Główną postacią jest podróżnik i wolny strzelec Yūsuke Godai, który w splocie wydarzeń otrzymał moc mitycznego wojownika zwanego Kuuga. Godai musi ochronić świat przed potworami z rasy Gurongi, którzy mordują ludzi w ramach ich rytualnej gry o przywództwo. Pomagają mu jego koleżanka Sakurako Sawatari i policjant Kaoru Ichijō.
- Kamen Rider Agito – emitowany w latach 2001–2002, liczył 51 odcinków. Sequel Kuugi. Tytułową postacią jest Shōichi Tsugami – człowiek z amnezją, który z nieznanych przyczyn przemienia się w Kamen Ridera Agito. Musi on odkryć prawdę o sobie oraz powstrzymać potwory zwane Lordami, napotykając się na policjanta Makoto Hikawę/Kamen Ridera G3 i pływaka Ryō Ashiharę/Kamen Ridera Gillsa, z którymi nie wie czy współdziałać czy ich pokonać.
- Kamen Rider Ryuki – emitowany w latach 2002–2003, liczył 50 odcinków. Głównym bohaterem jest Shinji Kido, fotoreporter-stażysta, który w splocie okoliczności odkrywa, że istnieje świat leżący po drugiej stronie luster. W owym świecie panuje wojna 13 Riderów. Shinji zostaje tytułowym Ryukim i ma na celu powstrzymanie wojny. Współpracuje z Yui Kanzaki oraz Renem Akiyamą, samotnikiem, który przemienia się w Kamen Ridera Knighta i m.in. którego to Shinji stara się powstrzymać od bezsensownej walki.
- Kamen Rider 555 – emitowany w latach 2003–2004, liczył 50 odcinków. Głównym bohaterem jest Takumi Inui, zdrajca Orfenoków (następnego szczebla ewolucji człowieka). Za sprawą pewnej dziewczyny Mari Sonody przypadkowo dostał w ręce Faiza – jeden z trzech systemów Riderów, których Orfenoki chciały użyć by obronić ich króla i zlikwidować ludzi. Takumi po dłuższym braku zdecydowania postanawia walczyć z nimi jako Kamen Rider Faiz. W walce pomagają mu Mari Sonoda, pracz Keitarō Kikuchi oraz trójka renegatów, na których czele stoi Yūji Kiba.
- Kamen Rider Blade – emitowany w latach 2004–2005, liczył 49 odcinków. Głównym bohaterem jest Kazuma Kenzaki, członek organizacji BOARD który jako tytułowy Blade wraz z pomocą trzech innych Riderów musi powstrzymać kaijiny zwane Nieumarłymi, które dążą do zniszczenia ludzkości i przejęcia władzy nad światem przez reprezentowany przez nich gatunek.
- Kamen Rider Hibiki – emitowany w latach 2005–2006, liczył 48 odcinków. Głównym bohaterem jest Hibiki, człowiek który stał się jednym z dobrych demonów Oni, które bronią ludzi od złych demonów Makamō. W walce pomagają mu inni Oni a także jego uczeń Asumu Adachi.
- Kamen Rider Kabuto – emitowany w latach 2006–2007, liczył 49 odcinków. Głównym bohaterem jest Sōji Tendō który jako Kamen Rider Kabuto na własną rękę walczy z Robalami, istotami przybyłymi na Ziemię 7 lat wcześniej. Pomaga mu w tym Arata Kagami, agent tajnej organizacji ZECT, który z czasem staje się Kamen Riderem Gatackiem.
- Kamen Rider Den-O – emitowany w latach 2007–2008, liczył 49 odcinków. Główną postacią jest Ryōtarō Nogami, chłopak opętany przez cztery duchy, z których pomocą walczy z potworami Imagin jako tytułowy Kamen Rider Den-O. Seria zyskała popularność ze względu na duży akcent humorystyczny i do dziś powstają jej kontynuacje w postaci filmów.
- Kamen Rider Kiva – emitowany w latach 2008–2009, liczył 48 odcinków. Akcja serialu jest podzielona na dwie części. W roku 2008 głównym bohaterem jest Wataru Kurenai, młody człowiek z dziwnymi nawykami, który walczy z potworami Fangire jako Kamen Rider Kiva. W roku 1986 protagonistą jest jego ojciec Otoya, który również walczy z Fangire.
- Kamen Rider Decade – emitowany w roku 2009, liczył 31 odcinków. Główny bohater to arogancki fotograf Tsukasa Kadoya, który dowiaduje się, że istnieje 9 równoległych światów w których żyją Riderzy i musi je zniszczyć zanim oni zniszczą jego świat. W tej serii pojawiają się nowsze, alternatywne wersje Riderów z poprzednich dziewięciu seriali.
- Kamen Rider W – emitowany w latach 2009–2010, liczył 49 odcinków. Głównym bohaterem jest młody detektyw Shōtarō Hidari, który wraz ze swoim wspólnikiem Filipem staje się Kamen Riderem Doublem i musi rozwiązać sprawę mafii Sonozaki, która sprzedaje przestępcom specjalne urządzenia do transformacji w potwory.
- Kamen Rider OOO – emitowany w latach 2010–2011, liczył 48 odcinków. Głównym bohaterem jest podróżnik Eiji Hino, który zostaje wybrany przez tajemniczy byt zwany Ankhiem do walki z potworami zwanymi Pyhami i Rzondzami jako Kamen Rider OOO.
- Kamen Rider Fourze – emitowany w latach 2011–2012, liczył 48 odcinków. Głównym bohaterem jest licealista Gentarō Kisaragi, który postanawia uczynić wszystkie osoby ze swojej nowej szkoły swoimi przyjaciółmi. W szkole odbywa się handel kosmicznymi urządzeniami zamieniających ludzi w potwory o mocach konstelacji gwiezdnych zwane Zodiartami. Gentarō przez przypadek "kradnie" pas Fourze Driver i staje się Kamen Rider Fourze, któremu w walce z Zodiartami pomaga szóstka innych uczniów.
- Kamen Rider Wizard – emitowany w latach 2012–2013, liczył 53 (finałowym odcinkiem był odcinek 51, ale wyemitowano dwa odcinki specjalne w których pojawili się wszyscy Riderzy z serii Heisei wraz z Kamen Riderem Gaim). Główny bohater to piłkarz Haruto Sōma, na którym dokonano rytuału umieszczenia w nim potwora zwanego Fantomem. Żeby walczyć z innymi Fantomami otrzymuje od tajemniczego Białego Maga moce przemiany w Kamen Ridera Wizarda władającego czterema żywiołami.
- Kamen Rider Gaim – emitowany w latach 2013–2014, liczył 47 odcinków. Głównym bohaterem jest tancerz uliczny Kōta Kazuraba, który odnajduje przedmiot zwany Sengoku Driverem i dzięki mocy tajemniczych Ziarnokłódek staje się Kamen Riderem Gaim, który walczy z potworami zwanymi Inves, a także przeciwko innym Riderom.
- Kamen Rider Drive – emitowany w latach 2014–2015, liczył 48 odcinków. Głównym bohaterem jest policjant Shinnosuke Tomari, który współpracując z inteligentnym pasem Drive Driverem musi pokonać 108 Roimude'ów- tajemnicze roboty posiadające zdolność spowolnienia czasu. Drive jest pierwszym głównym Kamen Riderem, który jeździ samochodem, a nie motocyklem.
- Kamen Rider Ghost – emitowany w latach 2015–2016, liczył 50 odcinków. Głównym bohaterem jest Takeru Tenkūji, który zostaje zabity przez stwory zwane Ganmami. Otrzymuje jednak tymczasowe życie i ma 99 dni na odnalezienie piętnastu Ghost Eyecons poświęconych wielkim postaciom historycznym, co przywróci go do pełnego życia.
- Kamen Rider Amazons – niezaliczany do kanonu, emitowany w latach 2016–2017, liczył 26 odcinków podzielonych na dwa sezony. Serial jest luźną adaptacją Kamen Rider Amazon. Korporacja farmaceutyczna Nozama wyhodowała wirusa, który zamienia ludzi w krwiopijne potwory zwane Amazonsami. Aby je powstrzymać dwóch zarażonych ludzi przemienia się w Kamen Riderów Amazonów – Alphę i Omegę. Amazons jest serialem internetowym wspieranym przez firmę aukcyjną Amazon.com i przeznaczony jest dla widzów dorosłych z uwagi na dużą przemoc w nim ukazaną.
- Kamen Rider Ex-Aid – emitowany w latach 2016–2017, liczył 45 odcinków. Głównym bohaterem jest uzdolniony w grach wideo lekarz Emu Hōjō, który za pomocą pasa Gamer Driver jako Kamen Rider Ex-Aid musi ocalić ludzkość przed Wirusami Bugster, dzięki czemu stanie się "super lekarzem". Poza Emu przeciw Bugsterom walczą też inni lekarze, którzy posiedli moc przemiany w Riderów.
- Kamen Rider Build – emitowany w latach 2017–2018, liczył 49 odcinków. Głównym bohaterem serialu jest Sento Kiryū, genialny fizyk z amnezją, który walcząc z potworami zwanymi Smashami może wykorzystywać ich moce aby stać się Kamen Riderem Buildem. Sento napotyka na byłego boksera Ryūgę Banjō, który stanowi dla niego poszlakę ku odkryciu swojej przeszłości, gdyż obydwaj byli królikami doświadczalnymi w eksperymencie organizacji Faust chcącej odkryć siłę przywiezionego z Marsa obiektu zwanego Puszką Pandory, który 10 lat wcześniej podzielił Japonię na trzy części – wschodnią, zachodnią i północną.
- Kamen Rider Zi-O – emitowany w latach 2018–2019, dwudziesty i ostatni sezon Kamen Ridera w okresie Heisei. Główny bohater, urodzony w roku 2000 Sōgo Tokiwa, marzy o byciu królem. Gdy dowiaduje się, że w roku 2068 jest demonem-tyranem dzierżącym władzę absolutną, decyduje się wykorzystać pas Ziku-Driver. Jako Kamen Rider Zi-O postanawia zmienić bieg wydarzeń.

### Seria Reiwa
- Kamen Rider Zero-One – emitowany w latach 2019–2020. Głównym bohaterem jest Aruto Hiden, który mimo braku poczucia humoru marzy o zostaniu komikiem. Plany te krzyżuje śmierć jego dziadka, który wyznaczył go na swojego następcę na stanowisku szefa firmy Hiden Intelligence. Chociaż Aruto nie jest tym zainteresowany, to jest świadkiem ataku ze strony agencji "MetsubouJinrai.NET" i decyduje się walczyć jako Kamen Rider Zero-One.
- Kamen Rider Saber – emitowany w latach 2020–2021. Głównym bohaterem jest Touma Kamiyama, powieściopisarz i właściciel księgarni zwanej Fantastyczną Księgarnią Kamiyama, który przemienia się w tytułowego Sabera. Touma przed wydarzeniami z serii (15 lat wcześniej) był świadkiem wojny między Mieczami Logo a Megiddo (potworów używających książek do złych celów) i został uratowany przez poprzedniego Kamen Ridera Sabera, który wręczył mu tajemniczą Wspaniałą Książkę o Odważnym Smoku. Niestety, przez to, że Touma trafił do innego wymiaru, stracił pamięć i teraz te wydarzenia pojawiają się tylko w jego snach. Z czasem wszystko sobie przypomina i razem z innymi Riderami walczy z Megiddo i postanawia uratować swoją przyjaciółkę Lunę, dziewczynkę skrywającą różne sekrety.
- Kamen Rider Revice - emitowany w latach 2021 - 2022. Tym razem jest dwójka głównych bohaterów - Ikki Igarashi, przemieniający się w Kamen Ridera Revi oraz demon Vice mieszkający w ciele Ikkiego, przemieniający się w Kamen Ridera Vice. Razem działają jako Revice. Ikki, który był dobrze zapowiadającym się piłkarzem, rzucił pasję, aby pomóc rodzinie w prowadzeniu łaźni. Gdy Ikki jest świadkiem ataku wrogów Deathmans (Umarli), którzy używają tajemniczych Vi-pieczęci do powstawania demonów, zawiera pakt z Vice'em i razem walczą, aby pomóc wielu rodzinom.
- Kamen Rider Geats - emitowany w latach 2022 - 2023. Głównym bohaterem jest Ace Ukiyo, człowiek o wielu tajemnicach, który walczy jako Geats i jest niepokonany w grze "Desire Grand Prix". Ta tajemnicza gra polega na tym, że każdy uczestnik przemienia się w Kamen Ridera i walczy z wrogiem Jyamato o to, aby spełnić swoje życzenie. Zwycięzca jako nagrodę otrzyma prawo do zrealizowania swojego wymarzonego, idealnego świata w realu. Obok Ace'a walczą inni Kamen Riderzy, nierzadko między sobą, o najwyższy tytuł.
- Kamen Rider Gotchard - emitowany w latach 2023 - 2024. Głównym bohaterem jest Hōtarō Ichinose, uczeń liceum, który nie ma jeszcze planów na przyszłość i który szuka swojego przeznaczenia. Pewnego dnia Hōtarō poznaje bliżej swoją koleżankę Rinnę Kudō, która uczęszcza do tajemniczej Alchemicznej Akademii, zajmującej się wszystkim co związane z alchemią oraz istotami zapieczętowanymi w kartach, nazywanymi Chemiami, a także odkrywa drugą tożsamość swojego nauczyciela o imieniu Minato, który uczy nie tylko w zwykłym liceum, ale również w Alchemicznej Akademii. Hōtarō spotyka również tajemniczego mężczyznę, który wręcza mu pas, pozwalający przemienić się w tytułowego Kamen Ridera Gotcharda. Teraz jako nowy Kamen Rider, Hōtarō musi złapać wszystkie 101 Chemi, aby ocalić świat od zniszczenia.
- Kamen Rider Gavv - emitowany od 1 września 2024 roku. Główny bohater o imieniu Shouma, walczący jako tytułowy Gavv, sprzeciwia się wrogom Granutom z organizacji Stomach, którzy porywają ludzi, aby przerobić ich na przyprawy do produkcji Mrocznych Słodyczy. Shouma, który jest w połowie człowiekiem i w połowie Granutem, po ucieczce od rodziny Stomach próbuje odnaleźć swoje miejsce na Ziemi, gdzie żyła jego mama. Dzięki ziemskim słodyczom i przekąskom, które je, Shouma z pomocą organu czerwonego Gavva na swoim brzuchu, pełniącego również funkcję pasa, odkrywa niezwykłą moc tworzenia małych istot Gochizo, dających mu możliwość przemiany w Kamen Ridera. Mimo że Ziemianie boją się przemienionego Shoumy, a jego rasa uznaje go za zdrajcę i przez to wszystko jest mu bardzo przykro, to nieustraszony Shouma walczy zaciekle o swoje dobre imię, chroniąc ludzkość przed Granutami.

## Filmy fabularne
- Shin: Kamen Rider Prologue – film z 1992 roku.
- Kamen Rider ZO – film z 1993 roku.
- Kamen Rider J – film z 1994 roku.
- Kamen Rider: The First – film z 2005 roku. Jest to luźna adaptacja oryginalnej serii.
- Kamen Rider: The Next – film z 2007 roku. Jest to kontynuacja The First luźno bazująca na V3.